# Juan Negrín
Juan Negrín López (ur. 3 lutego 1892, zm. 12 listopada 1956) – hiszpański polityk socjalistyczny, z zawodu lekarz. W latach 1937–1939 pełnił funkcję premiera Republiki Hiszpańskiej; w latach 1936–1938 był ministrem finansów, a w latach 1938–1939 ministrem obrony. W latach 1931–1939 poseł do Kortezów. Jest znany jako jeden z najważniejszych protagonistów hiszpańskiej wojny domowej. Do XXI wieku pozostawał postacią niezwykle kontrowersyjną i na ogół krytykowaną, głównie za tendencje dyktatorskie oraz domniemany serwilizm wobec komunistów i ZSRR. W ostatnich latach w historiografii i debacie publicystycznej przeważają opinie pochlebne lub apologetyczne; jako ucieleśnienie ideałów demokracji, Negrín jest na różne sposoby upamiętniony w przestrzeni publicznej.

## Rodzina i młodość

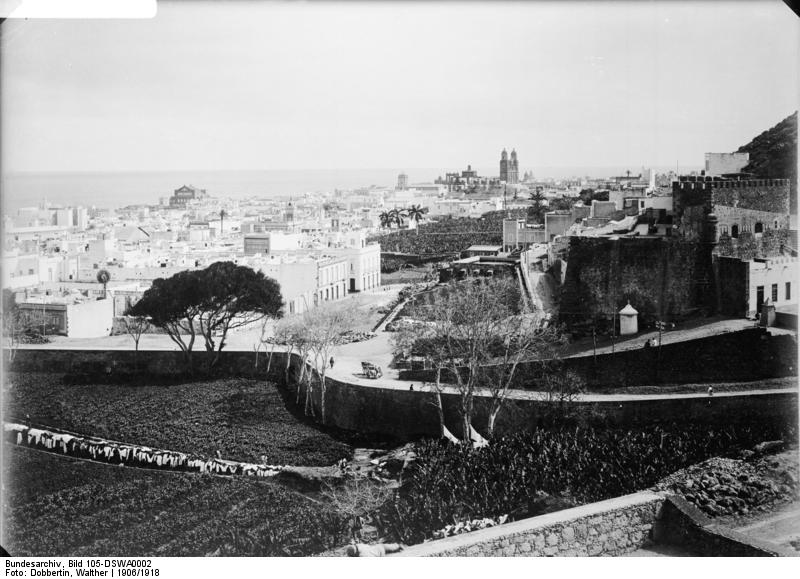
Las Palmas, przełom wieków

Przodkowie Negrína byli rzemieślnikami; jego dziadek miał warsztat siodlarski w Telde. Syn tegoż i ojciec Negrína, Juan Negrín Cabrera (1864-1941), początkowo uczył się w seminarium duchownym, ale zrezygnował z kariery religijnej i podjął pracę jako agent nieruchomości. Poślubił Marię López Marrero, pochodzącą z lepiej sytuowanej rodziny drobnych ziemian; para osiedliła się w Las Palmas. Na przełomie wieków Negrín Cabrera szybko dorobił się majątku dzięki spekulacji gruntami. Założył też firmę, z sukcesem zajmująca się handlem artykułami spożywczymi; z czasem nawiązał kontakty międzynarodowe i współpracował z zagranicznymi partnerami. Jako poważny przedsiębiorca w latach 1910. wszedł do rozmaitych lokalnych izb gospodarczych i ciał samorządowych.
Małżeństwo miało trójkę dzieci; oprócz Juana były to również Dolores (ur. 1893) i Heriberto (1895). Wychowywane były w atmosferze stosunkowo religijnej i umiarkowanie konserwatywnej, dość typowej dla kanaryjskiej burżuazji z tego okresu. Juan chodził do szkoły podstawowej prowadzonej przez Kościół; po jej ukończeniu wyjechał do Santa Cruz de Tenerife, gdzie pobierał naukę w miejscowym Instituto Técnico i gdzie w roku 1906 otrzymał dyplom bachillerato. Pod wpływem ojca i odmiennie niż większość rówieśników, systematycznie uczył się języków obcych. Wykorzystując swoje kontakty handlowe, ojciec zaaranżował dla niego dalszą naukę w Niemczech, sugerując podjęcie studiów medycznych. Dorastający Negrín istotnie najpierw przez rok studiował medycynę na uniwersytecie w Kilonii, aby w roku 1908 przenieść się do Lipska. W tamtejszym Karl-Fischer Institut studiował fizjologię, uzyskując dyplom lekarza w roku 1912. Profesor Theodor von Brücke zaproponował mu współpracę w charakterze asystenta; podczas kolejnych lat Negrín zaangażowany był w badania naukowe, prowadzone również na skalę międzynarodową przez profesora. W roku 1914 rozpoczął w Lipsku pracę dydaktyczną jako Privatdozent. Miał rozległe zainteresowania i słuchał wykładów wykraczających poza jego specjalizację, m.in. dotyczących chemii i ekonomii.

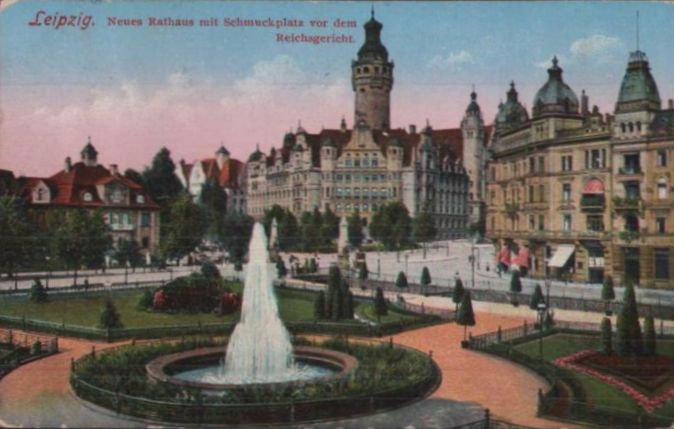
Lipsk, lata 1910.

W roku 1914 Negrín ożenił się z Marią Michajłowną Fidelman-Brodską (1892-?), pianistką i córką żydowskiego emigranta z Kijowa, który osiedlił się w Lipsku jeszcze w XIX wieku i prowadził tam firmę handlową. Małżeństwo miało pięcioro dzieci, urodzonych w latach 1914–1924. Synowie wyemigrowali do Stanów Zjednoczonych; Juan został uznanym neurochirurgiem, Rómulo i Miguel wybrali karierę inżynierską. Dolores zmarła wkrótce po narodzeniu, María natomiast w wieku 10 lat padła ofiarą tyfusu. Ta śmierć spowodowała depresję matki i w konsekwencji pogarszające się stosunki między małżonkami; od połowy lat 20. prowadzili osobne życie, choć współdzielili madryckie mieszkanie. W roku 1932 otrzymali prawną separację, ale o rozwód nie wystąpili, i w późniejszych latach prowadzili utrzymaną w poprawnym tonie korespondencję. Negrín pozostawał już wtedy od kilku lat w nieformalnym związku z Felicianą López de Dom Pablo (1906-1987), laborantką w Instytucie Fizjologii. Para nie miała własnych dzieci, choć potem adoptowała bratanicę Negrina; Feliciana towarzyszyła Negrinowi do końca życia.

## Kariera naukowa i akademicka

Ramón Cajal

W latach 1912–1916 Negrín uczestniczył w pracach naukowych profesora von Brücke; koncentrowały się one wokół zagadnień fizjologii ogólnej, takich jak metabolizm i działanie systemów neurologicznego oraz mięśniowego, ze szczególnym uwzględnieniem odruchów bezwarunkowych i reakcji alergicznych. Opublikował wtedy w niemieckich pismach naukowych swoje pierwsze prace. W roku 1916 opuścił Niemcy – być może w związku ze stagnacją na uniwersytetach, spowodowaną m.in. licznymi powołaniami do wojska – i rozpoczął starania o stypendium badawcze w USA. Junta Para la Ampliación de Estudios, rządowa instytucja zajmująca się m.in. podziałem funduszy naukowych, zasugerowała mu jednak pracę w Hiszpanii. Hiszpański laureat nagrody Nobla w medycynie, Santiago Ramón y Cajal, będący pod wrażeniem wcześniejszych artykułów naukowych Negrína, zaproponował mu kierownictwo nowego laboratorium fizjologicznego w Madrycie. Na tym stanowisku prowadził on dalsze badania, a na Pierwszym Kongresie Fizjologicznym w Paryżu w roku 1920 zaprezentował „estalagmógrafo”, urządzenie mające badać cyrkulację krwinek w obrębie układu krwionośnego.
W roku 1922 Negrín w wyjątkowo młodym wieku otrzymał katedrę fizjologii na Uniwersytecie w Madrycie; z czasem objął funkcję dziekana na Wydziale Medycyny. Do połowy lat 20. publikował w specjalistycznej prasie medycznej kolejne artykuły naukowe. Jego działalność dydaktyczna jest przedmiotem kontrowersji. Według niektórych źródeł poświęcał on studentom – zwłaszcza tym obiecującym – wiele uwagi, oraz odmiennie niż wielu profesorów, nie angażował ich anonimowo do swoich własnych prac badawczych. Zdaniem innych autorów Negrín miał cokolwiek lekceważący stosunek do swoich obowiązków, nierzadko odwołując zajęcia lub spóźniając się. Z czasem zaczął zwracać coraz więcej uwagi na działalność organizacyjną, tak w kręgach medycznych jak akademickich. W roku 1927 został członkiem komitetu nadzorującego budowę tzw. Miasteczka Uniwersyteckiego; w tym samym okresie zaangażował się w prace branżowych organizacji lekarskich oraz awansował w ich hierarchii, osiągając szczeble kierownicze lub kontrolne. Aktywność w tych strukturach dała mu praktyczne doświadczenie w dziedzinie finansów publicznych.

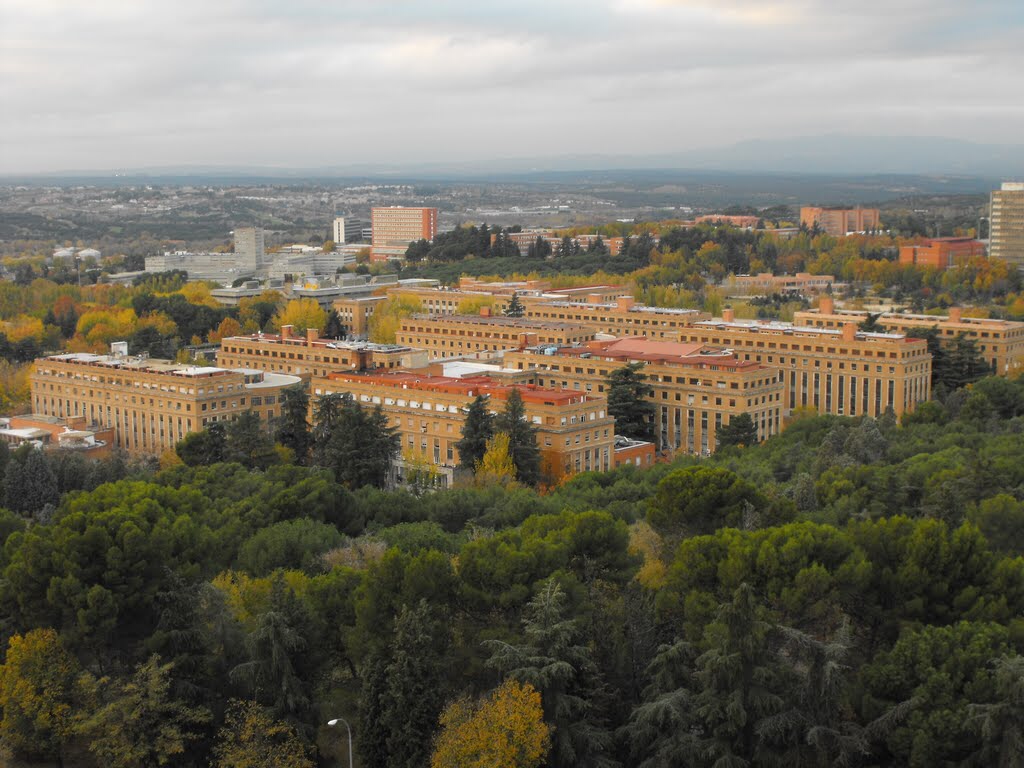
Ciudad Universitaria, widok obecny

W połowie lat 20. Negrín uruchomił na prestiżowej ulicy Madrytu własne laboratorium diagnostyczne, świadczące usługi tak innym naukowcom i lekarzom jak pacjentom; inicjatywa ta okazała się sukcesem biznesowym, ale również naukowym. Zdobyła rozgłos międzynarodowy i stała się „szkołą naukową” o praktycznym profilu, z którą związanych było kilka osobistości hiszpańskiej medycyny. Współzałożył też wydawnictwo; oryginalnie publikowało ono podręczniki i prace medyczne, ale z czasem zaczęło wydawać również literaturę piękną, w tym tłumaczenia, m.in. pierwsze hiszpańskie wydanie Na Zachodzie bez zmian Ericha Marii Remarque. Pod koniec lat 20. Negrín był już człowiekiem nie tylko znanym w kręgach akademickich i medycznych, ale również zamożnym; zaliczał się do swoistej madryckiej jet-set, ludzi systematycznie bywających w drogich restauracjach i gustujących w luksusie. W tym okresie praktycznie zaniechał działalności naukowej i przestał publikować, choć nadal pełnił funkcje dydaktyczne na Uniwersytecie.

## Początki kariery politycznej

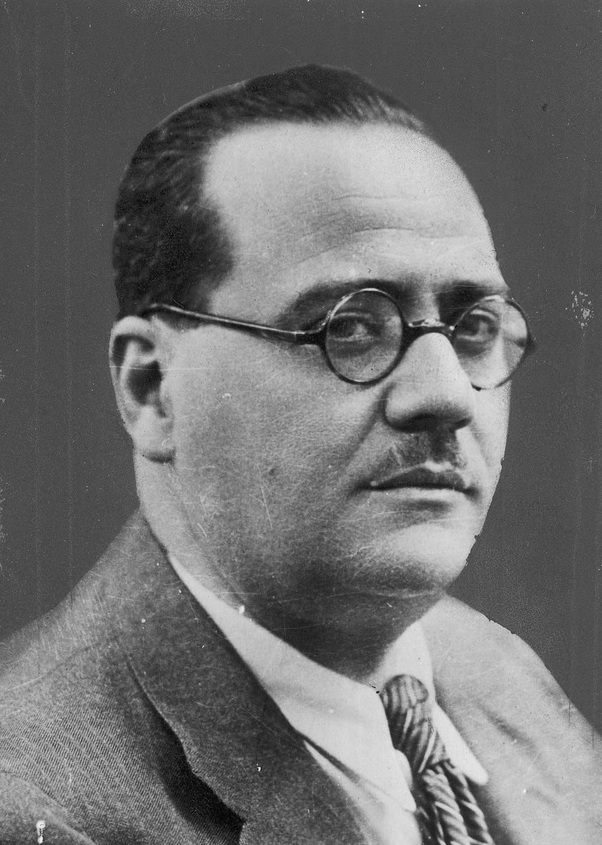
Negrín, ok. 1930

Wywodząc się ze środowiska religijnej, konserwatywnej burżuazji, Negrín miał wszelkie dane po temu, aby zaangażować się politycznie po stronie prawicy. Historycy spekulują, że nie stało się tak głównie z powodu jego doświadczeń w Niemczech. Jako nastolatek stracił wiarę (choć nigdy nie stał się wojowniczo antyreligijny), zafascynował się natomiast ideałami socjalizmu, zwłaszcza w wydaniu niezwykle silnej w latach 1910. SPD. Zdaniem niektórych autorów, rozpad własnego małżeństwa oraz stosunki z innymi kobietami ugruntowały jego zdecydowanie liberalne poglądy obyczajowe i społeczne; możliwe że zapisał się do masonerii. Do połowy lat 20. nie ma żadnych dowodów na polityczną aktywność Negrína; zmianę przyniósł jego związek z Felicianą López, która wcześniej zaangażowała się w ruch socjalistyczny i znała wiele osób z otoczenia Indalecio Prieto, w tym jego samego. Wprowadziła ona Negrína w krąg prietistów; w drugiej połowie lat 20. poznał osobiście Prieto, Del Vayo, Araquistaina i Largo Caballero, temu ostatniemu służąc nawet pomocą medyczną. W roku 1929 Negrín zapisał się do Partii Socjalistycznej, w tym okresie mającej zresztą dość dobre stosunki z reżimem Primo de Rivery.
Gdy w roku 1931 upadła monarchia i ustanowiono Republikę, na płaszczyźnie politycznej Negrín był osobą publicznie kompletnie nieznaną; również w PSOE nie pełnił żadnych istotnych funkcji. Jako człowiek o dorobku naukowym i zawodowym, oraz jako rodowity kanaryjczyk, był dobrym kandydatem socjalistów w pierwszych wyborach parlamentarnych z okręgu Las Palmas. Startując w ramach szerokiej socjalistyczno-liberalnej koalicji łatwo osiągnął mandat, sukces który powtórzył w wyborach z roku 1933 (tym razem startując w Madrycie) oraz 1936 (znowu z Las Palmas). Przez 5 lat działalności parlamentarnej Negrín pozostawał w drugim rzędzie socjalistycznych deputowanych. Generalne nie brał udziału w dyskusjach plenarnych, nie uczestniczył w publicznych polemikach i nie był cytowany na pierwszych stronach gazet. Poświęcił się raczej pracom w komisjach, zwłaszcza tej ds. finansów i budżetu; reprezentował też Hiszpanię na niektórych międzynarodowych konferencjach interparlamentarnych. Jego najbardziej znaną inicjatywą była próba przekonania prezydenta by anulował przegrane przez lewicę wybory z roku 1933. Miarą awansu Negrina w szeregach partii było objęcie funkcji rzecznika dyscyplinarnego klubu parlamentarnego PSOE. Aby sprostać wymaganiom parlamentarnym, w roku 1934 zrezygnował z pracy na Uniwersytecie.

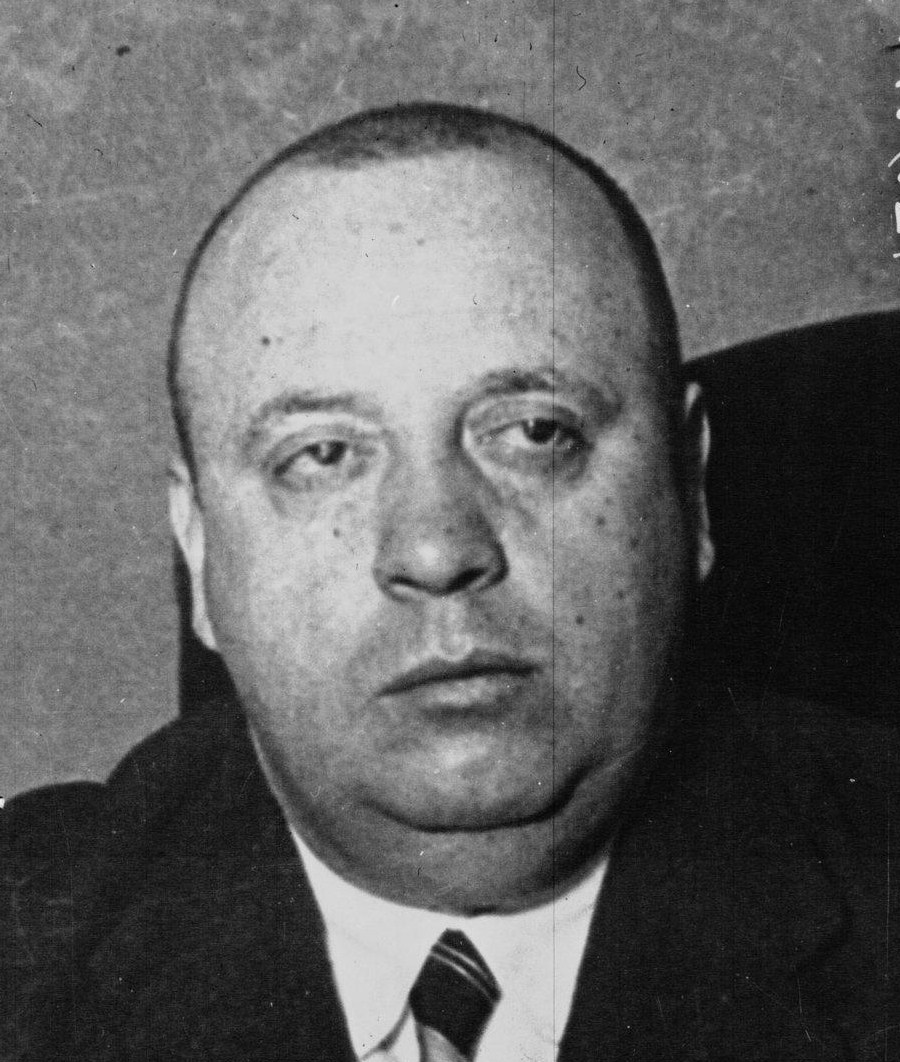
Indalecio Prieto

W okresie republikańskim Negrín pozostawał w towarzyskim i politycznym kręgu skupionym wokół Indalecio Prieto; frakcja ta nie była równie radykalna i protorewolucyjna jak konkurencyjna grupa Largo Caballero. Celem Negrina była raczej społeczna i polityczna modernizacja Hiszpanii; akceptował niektóre postulaty socjalistyczne i anarchistyczne, ale opowiadał się za własnością prywatną jako fundamentem ustroju gospodarczego. Z niejaką dumą deklarował, że jest „jedynym niemarksistowskim posłem PSOE”, nie był jednak bezwzględnie przywiązany do demokracji. Popierając reformy forsowane przez partię, opowiadał się dodatkowo za federalizacją kraju. Stronił od wojowniczego antyklerykalizmu; był orędownikiem utrzymania taktycznej koalicji z ugrupowaniami republikańskimi. Nie angażował się również w walki frakcyjne w łonie PSOE; choć należał do prietistów, w okresie rewolucji asturyjskiej w roku 1934 własnym samochodem przewoził ukrywającego się przed władzami Largo Caballero. Dbał o rozwój osobisty: uczył się gry na wiolonczeli oraz języka węgierskiego.

## Minister finansów

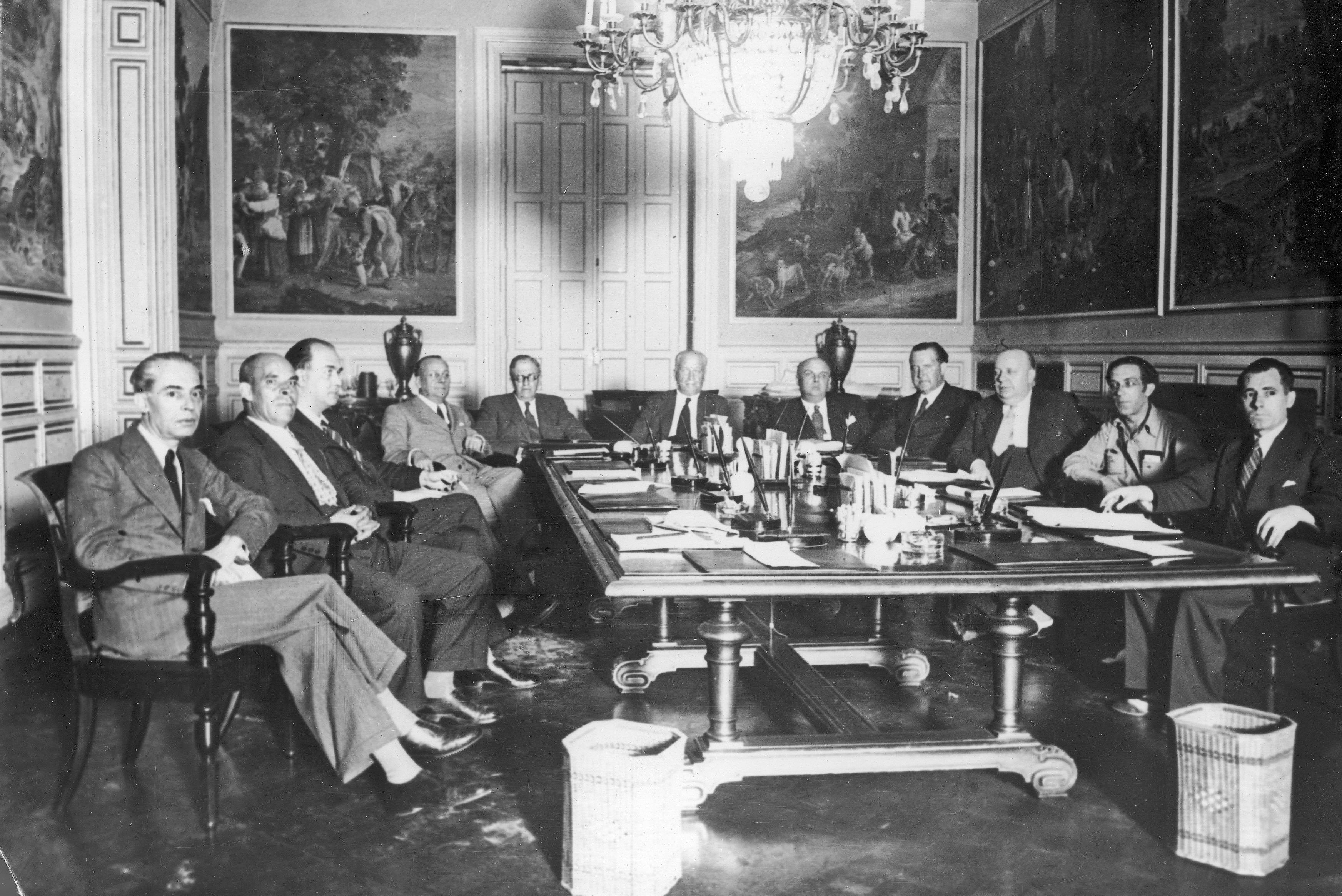
Negrín w gabinecie Largo Caballero

Przez kilka tygodni po wybuchu wojny domowej Negrín służył jako łącznik między madrycką siedzibą PSOE a partyjnymi milicjami, dyslokowanymi w rejonie Sierra de Guadarrama; zapewne pełnił również funkcje logistyczne i propagandowe. W okresie formowania się zdominowanego przez socjalistów rządu Largo Caballero na przełomie sierpnia i września 1936 zaczęto wymieniać go jako potencjalnego członka nowego gabinetu. W miarę doświadczony na stanowisku publicznym, sprawny i energiczny organizator, jako mało wojowniczy prietista był akceptowalny również dla frakcji caballeristas. Jego kilkuletnie zaangażowanie w parlamentarnej komisji budżetowej sprawiło, że otrzymał tekę ministra finansów; rolę tę będzie pełnił przez 19 miesięcy, do kwietnia 1938.
Najważniejszą decyzją Negrina na stanowisku szefa finansów było przekazanie większości zasobów złota, będących w posiadaniu Banku Hiszpanii, do Związku Radzieckiego; w październiku 1936 około 503 tony przetransportowano radzieckim statkami z Kartageny do Odessy, podczas gdy do wiosny 1937 roku 174 tony zdeponowano we Francji. Krok ten jest niejednoznacznie oceniany przez historyków. Część twierdzi, że bez wyraźnego powodu rząd republikańskiej Hiszpanii całkowicie uzależnił się od ZSRR i tracąc kontrolę nad własnymi aktywami, stał się klientem Stalina. Niektórzy jednak widzą racjonalne przesłanki takiej decyzji: zagrożenie sabotażem ze strony pro-frankistowskich funkcjonariuszy Banku Hiszpanii, zagrożenie ew. depozytów blokadą wynikającą z polityki nieinterwencji we Francji i Wielkiej Brytanii, rolę ZSRR jako głównego dostawcy uzbrojenia i sprzętu do Republiki.
Negrín znacznie rozbudował Korpus Karabinierów, nominalnie formację celno-skarbową podległą ministerstwu; nabrała ona charakteru wojskowego i została przystosowana do prowadzenia akcji bojowych. Dzięki temu wiosną 1937 roku był w stanie siłą odzyskać kontrolę nad częścią placówek celno-skarbowych w Katalonii, które do tej pory pozostawały pod kontrolą anarchistów; zyskał tym graniczącą z wrogością niechęć FAI i CNT. Nie potrafił natomiast przeciwdziałać całkowitemu załamaniu fiskalnemu państwa; w roku 1937 pobór podatków przyniósł zaledwie 25% dochodów uzyskanych na porównywalnym obszarze w roku 1935. Częściowo katastrofa ta spowodowana była załamaniem gospodarki w wyniku rewolucyjnych przemian, ale częściowo wynikała z nieudolności i rozpadu podległego Negrinowi aparatu podatkowego.

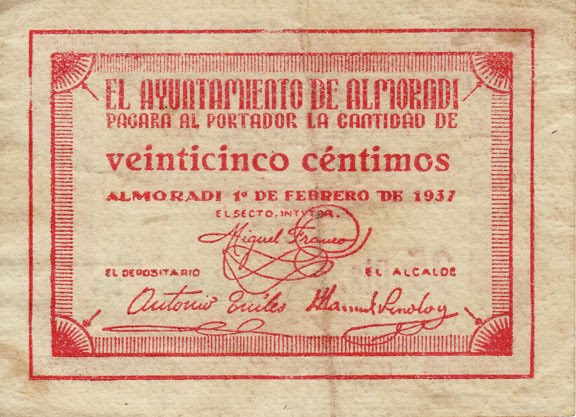
quasi-pieniądz miasta Almoradí

Jako minister finansów Negrín jest też odpowiedzialny za załamanie rynku monetarnego na terenie republikańskiej Hiszpanii. Po wybuchu wojny ludność zaczęła tezauryzować bilon, licząc na wartość kruszcu i nie mając zaufania do wartości banknotów; w rezultacie bilon całkowicie znikł z obiegu. To z kolei spowodowało, że różnorakie instytucje – jak władze regionalne czy miejskie, organizacje związkowe, zrzeszenia handlowe np. hotelarskie albo transportowe itp. – zaczęły wypuszczać własną quasi-walutę, najczęściej określaną jako „talony”, „kupony”, „bilety”, „certyfikaty” itd. W początkach roku 1937 na terenie republikańskiej Hiszpanii funkcjonowało ok. 3,000 różnych quasi-walut, paraliżując wymianę towarowo-finansową. Zaabsorbowany kwestiami dotyczącymi złota i kontrolą nad placówkami celnymi, Negrín nie podjął skutecznych kroków zmierzających do likwidacji zastępczych pieniędzy; znaczące uzdrowienie rynku osiągnął dopiero w roku 1938, jako minister finansów i premier jednocześnie. Wreszcie, na Negrinie spoczywa odpowiedzialność za wysoką inflację; gdy zdawał urząd, wynosiła ona 170% w porównaniu do chwili wybuchu wojny.

## Pierwszy rząd Negrina

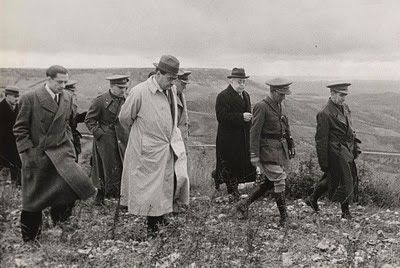
Negrín na inspekcji, 1937

Wczesną wiosną 1937 roku wśród różnych ugrupowań tworzących republikańską koalicję rządową narastało zniechęcenie wobec premierostwa Largo Caballero. Frakcja PSOE skupiona wokół Prieto zaczęła rozważać zastąpienie go swoim człowiekiem, i w roli tej coraz częściej widziano Negrina. Jego bezproblemowa współpraca na stanowisku ministra z PCE i doradcami radzieckimi sprawiła, że kandydatura taka była dobrze widziana przez komunistów. Prezydent Azaña i ugrupowania republikańskie również widziały w Negrinie energicznego i umiarkowanego polityka. Nawet sceptyczne CNT nie mogło zaproponować żadnego kontrkandydata. Wielu jeśli nie wszyscy z wyżej wymienionych sądziło też, że pozbawiony własnego zaplecza politycznego Negrín będzie pozostawał pod ich wpływem. Kiedy doszło do politycznego przesilenia i w połowie maja rząd Largo upadł, dość szybko zgodzono się na kandydaturę Negrina. Premier dobrał sobie ministrów z PSOE, PCE/PSUC, PNV, Esquerry i partii republikańskich; prietistas objęli kluczowe resorty obrony i spraw wewnętrznych, a komuniści oprócz resortów rolnictwa i edukacji kontrolowali również wiele kluczowych stanowisk w policji i w wojsku. W skład rządu nie weszli ani anarchiści, ani caballeristas.
Pierwszy rok Negrina na fotelu premiera charakteryzował się głównie działaniami na rzecz likwidacji niezależnych ośrodków władzy i zwiększenia kontroli administracji rządowej nad heterogenicznym terytorium Republiki. Już pierwsze miesiące urzędowania przyniosły zorganizowane represje skierowane przeciw POUM, będące pokłosiem wcześniejszych „dni majowych w Barcelonie”. Aczkolwiek Negrín nie był ich inspiratorem, niemniej pozwolił komunistom na masowe aresztowania i eliminację politycznych przeciwników, a potem domagał się surowego ukarania represjonowanych jako zdrajców. Wsparł również PCE w konfrontacji z anarchistami, która latem 1937 roku doprowadziła do zbrojnej i niekiedy krwawej likwidacji anarchistycznych komun w Nowej Kastylii i Aragonii. Wprowadził też trybunały specjalne, organy które zdaniem niektórych członków jego rządu przypominały narzędzia faszystowskiego terroru. Przeniósł siedzibę rządu z Walencji do Barcelony, co pozwoliło mu lepiej kontrolować sytuację w Katalonii. Pełniąc nadal funkcję ministra finansów, z umiarkowanym skutkiem kontynuował wysiłki na rzecz uporządkowania gospodarki; w kwietniu 1938 inflacja wynosiła już 305% w stosunku do lipca 1936. Nie miał natomiast większego wpływu na generalnie niekorzystny przebieg walk na froncie; latem i jesienią 1937 Republika straciła enklawę północną, a wiosną 1938 jej terytorium zostało rozdzielone sięgającym Morza Śródziemnego klinem Nacjonalistów.

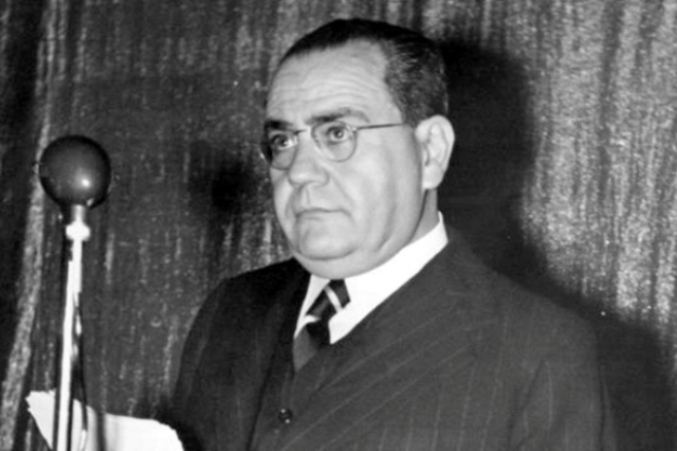
Negrín przemawia, luty 1938

Aczkolwiek Negrín w coraz większym stopniu opierał się na PCE jako na najbardziej zdyscyplinowanej i zdeterminowanej formacji politycznej, to jednak niekiedy przeciwstawiał się komunistom. Nie popierał forsowanej przez nich fuzji między PSOE a PCE; grał na czas w kwestii proponowanych przez Moskwę nowych wyborów, zorganizowanych już wg formuły jednej ludowej listy wyborczej; nie mógł zdobyć się na zdecydowane kroki w kierunku jakiejś formy nacjonalizacji części gospodarki; w przypadku konfliktów personalnych zdarzało mu się stanąć po stronie przeciwników PCE. Pomimo to, a także pomimo wątpliwości odnośnie do jego charakteru, tak PCE jak radzieccy doradcy wysoko cenili Negrina; uważali go za lojalnego i szczerego sojusznika. Na przełomie lat 1937/38 Negrín stał się politycznie bliższy PCE niż własnej PSOE. Popadł w konflikt ze swoim dawnym promotorem Prieto, którego oskarżył o defetyzm i z którym nie solidaryzował się w kwestii kontroli nad SIM i agitacji partyjnej w wojsku. W początkach 1938 stracił już poparcie nie tylko prietistas, ale również Azañi. W kwietniu 1938 doszło do kolejnego przesilenia rządowego.

## Drugi rząd Negrina

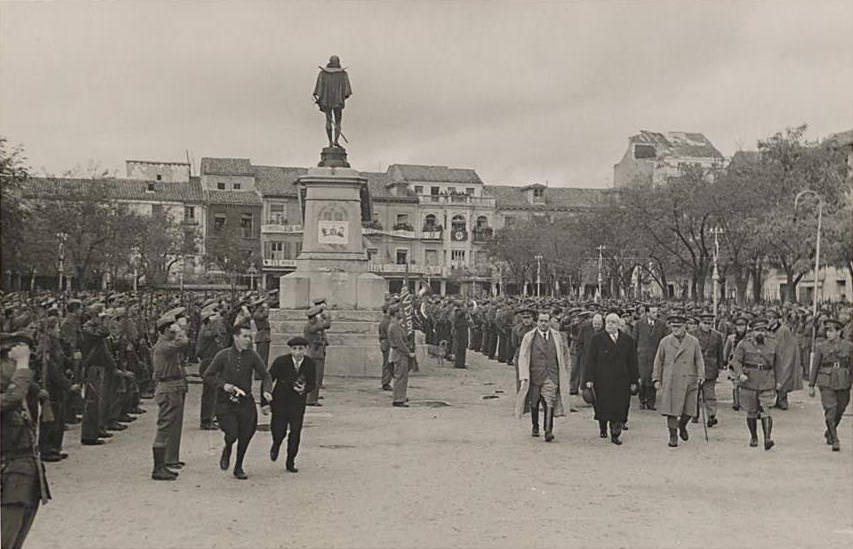
premier Negrín podczas uroczystości państwowej

W czasie przesilenia poparcie ze strony PCE gwarantowało, że kluczowa pozycja Negrina nie była ani przez chwilę zagrożona; z rządu usunięto za to Prieto i ministrów uznanych za niepewnych. Zrekonstruowany gabinet składał się z 5 republikanów, 3 socjalistów i po jednym przedstawicielu PCE, UGT, CNT i PNV. Premier oddał tekę ministra finansów, ale przejął resort obrony; wiele ważnych departamentów w różnych ministerstwach kontrolowali komuniści lub ich zwolennicy. Choć PCE miała tylko jednego ministra, de facto drugi rząd Negrina oznaczał okres największych wpływów komunistów w administracji.
Podczas swojej drugiej kadencji Negrín w coraz mniejszym stopniu oglądał się na poparcie partii tworzących koalicję, a w coraz większym prowadził politykę osobistą konsultowaną tylko z PCE. Była to najbardziej autorytarna forma rządu republikańskiego w okresie wojny domowej; niektórzy historycy piszą wręcz o dyktaturze Negrina. Przyniosła ona największe sukcesy w dziedzinie reorganizacji wojska, które zaczęło przybierać format zdyscyplinowanej, regularnej armii; komuniści kontrolowali w niej ok. 70% kluczowych stanowisk dowódczych. Zmilitaryzowano przemysł Katalonii, wprowadzono nowe organa represji i kontroli, a w początkach 1939 ogłoszono stan wyjątkowy. Negrín rozpoczął też ofensywę dyplomatyczną, zmierzająca do zapośredniczenia przez mocarstwa jakiejś formy zakończenia wojny. Jeszcze w kwietniu 1938 ogłosił 13 Punktów dla Pokoju, obliczonych bardziej na przekonanie Zachodu niż Franco. Jesienią 1938 i zgodnie ze strategią Moskwy usiłował doprowadzić do wycofania z Hiszpanii wszystkich obcych formacji jako wstępu do porozumienia między Hiszpanami, choć wkrótce potem zwrócił się do Stalina z prośbą o ponowne uruchomienie pomocy wojskowej. Na potrzeby wewnętrzne wzywał do bezwzględnej dalszej walki i gwałtownie piętnował sugestie o szukaniu porozumienia z Franco jako zdradę. Ponieważ większość społeczeństwa, żyjącego w strefie republikańskiej, była rozgoryczona dramatycznie pogarszającymi się warunkami życia i pragnęła przede wszystkim pokoju, Negrín jako orędownik walki stał się najbardziej znienawidzonym politykiem kraju.

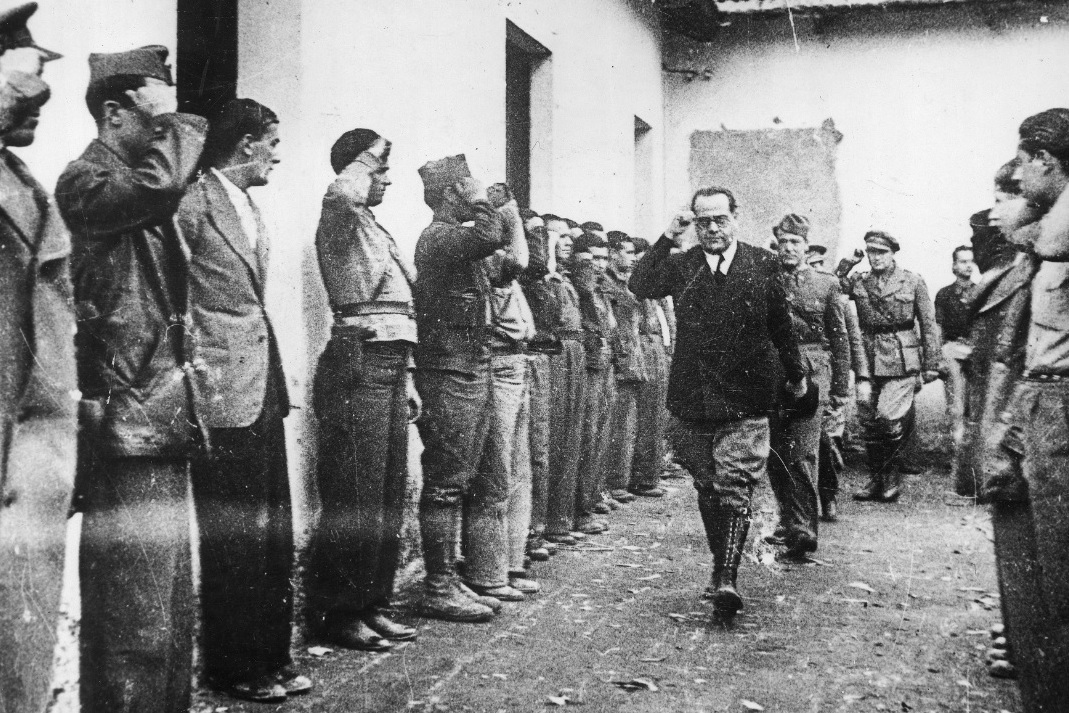
premier Negrín na inspekcji oddziałów republikańskich

Od października 1937 władze państwowe rezydowały w Barcelonie. W początkach roku 1939 pod naporem ofensywy Nacjonalistów rząd, resztki parlamentu i prezydent przekroczyli granicę francuską, jednak 9 lutego Negrín spędził na terytorium Francji mniej niż 24 godziny. Następnego dnia wylądował w Alicante, a kolejnego – po 28 miesiącach – rząd wrócił do Madrytu. W obliczu dominującego defetyzmu Negrín usiłował podtrzymać wolę oporu: spotykał się z dowódcami, prowadził posiedzenia rządu i wygłosił przemówienie radiowe, jednak sam tracił wiarę w sens dalszej walki; znikał na długie godziny, a jego niespodziewane samotne inspekcje bezpośrednio na linii frontu nasunęły niektórym podejrzenia o próbie samobójstwa. Podejmowane w połowie lutego decyzje wskazują na próbę zapewnienia zorganizowanej ewakuacji z portów lewantyńskich. 25 lutego Negrín opuścił Madryt, obierając za siedzibę Eldę; tam zastała go wiadomość o rebelii Casado. Podczas telefonicznej rozmowy Negrín najpierw apelował do jego lojalności, a potem usiłował zaaranżować pokojowe przekazanie władzy. Wobec ryzyka ogarnięcia przez oddziały casadistas, 6 marca Negrín wraz z grupą ministrów i współpracowników odleciał z polowego lotniska pod Eldą do Tuluzy.

## Emigracja

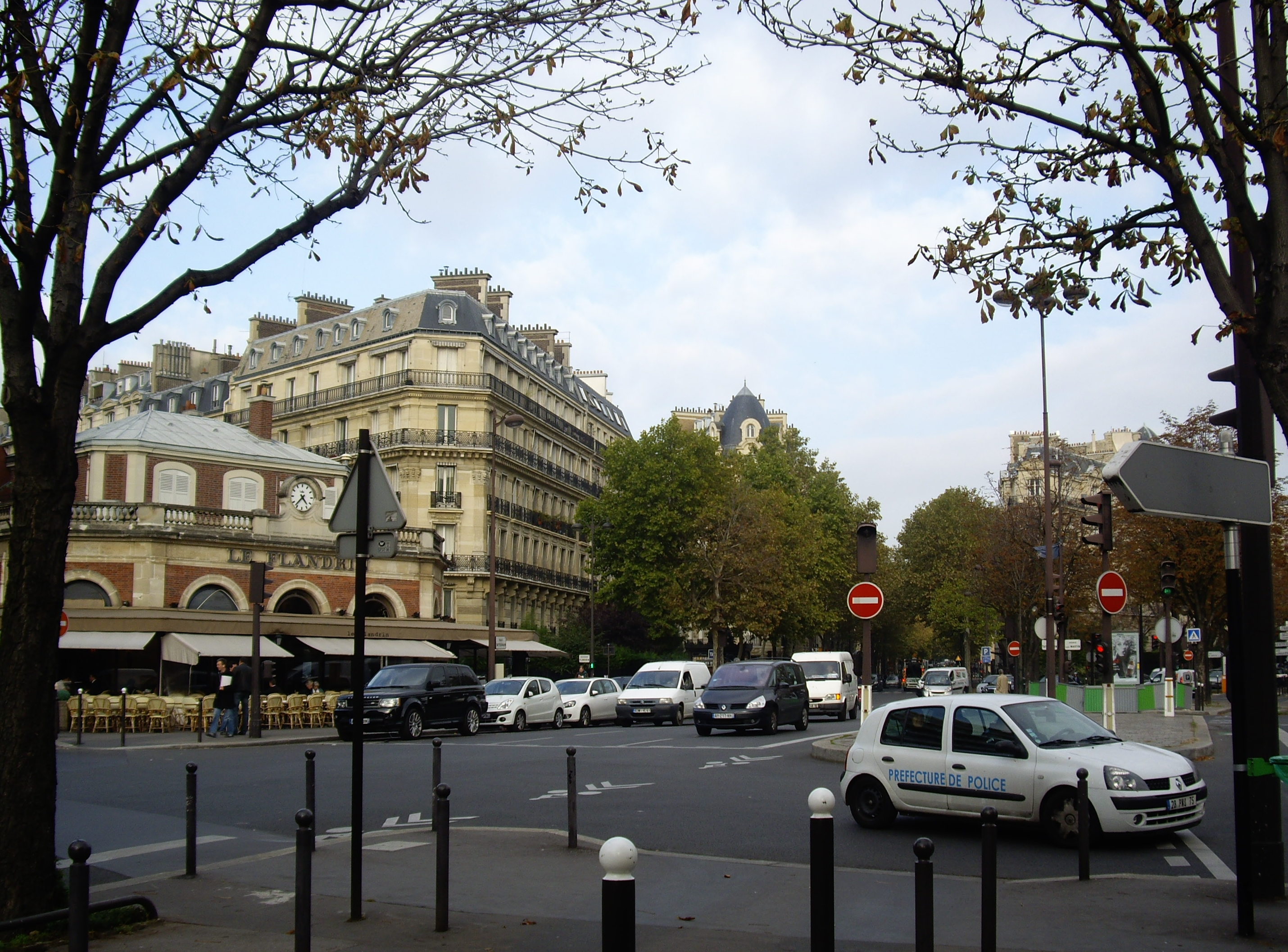
Paryż, budynek, w którym mieszkał Negrín po roku 1946

We Francji Negrín usiłował pełnić funkcję szefa emigracyjnego rządu, lecz przez władze francuskie traktowany był jako prywatna osoba. W lipcu 1939 Prieto zorganizował posiedzenie kadłubowych Kortezów; zadeklarowały one dymisję Negrina, której ten nie uznał. Jako zwolennik koalicji antyniemieckiej został opuszczony przez komunistów, którzy na tym etapie stali na gruncie Paktu Ribbentropp-Mołotow. Za pośrednictwem stworzonej przez siebie jeszcze w okresie wojny domowej Servicio de Evacuación de Refugiados Españoles starał się zorganizować pomoc materialną dla uchodźców i był dysponentem stosunkowo sporych funduszy; prietistas jednak przejęli wartą dziesiątki milionów dolarów większość skarbu na rzecz własnej organizacji, przechwytując transport do Meksyku. Tuż przed ostatecznym upadkiem Francji w roku 1940 wraz z częścią ocalonych środków przepłynął jachtem do Wielkiej Brytanii, gdzie nadal usiłował prowadzić działalność polityczną. Starając się o utrzymanie neutralności frankistowskiej Hiszpanii w czasie II Wojny Światowej, rząd brytyjski zabronił Negrinowi działalności publicznej i usiłował skłonić do wyjazdu.
Większość lat wojennych Negrín przemieszkał w kupionym domu w Londynie i starał się nie nadwerężać tolerancji brytyjskich władz. W roku 1945 wyjechał do Meksyku licząc na odtworzenie jednolitego frontu hiszpańskich polityków republikańskich; wyjazd ten przekształcił się we frontalną konfrontację z emigracyjnymi przeciwnikami. Starcie to przegrał, a większość oponentów zadeklarowała powołanie rządu José Girala. Negrín uznał tę decyzję i zgłosił własną dymisję, od tego momentu zaczął wycofywać się z czynnej polityki. W roku 1946 został wykluczony z PSOE. W roku 1946 powrócił do Francji i zamieszkał w Paryżu, ale zdarzało mu się odbywać jeszcze dłuższe podróże, m.in. znowu do Meksyku i do USA; stamtąd m.in. opowiedział się (bezskutecznie) za rozszerzeniem Planu Marshalla na frankistowską Hiszpanię, czym ponownie spowodował ataki ze strony PCE. Usiłował jeszcze prowadzić działalność publiczną, np. animując własną organizację España Combatiente, ale bez większego skutku.

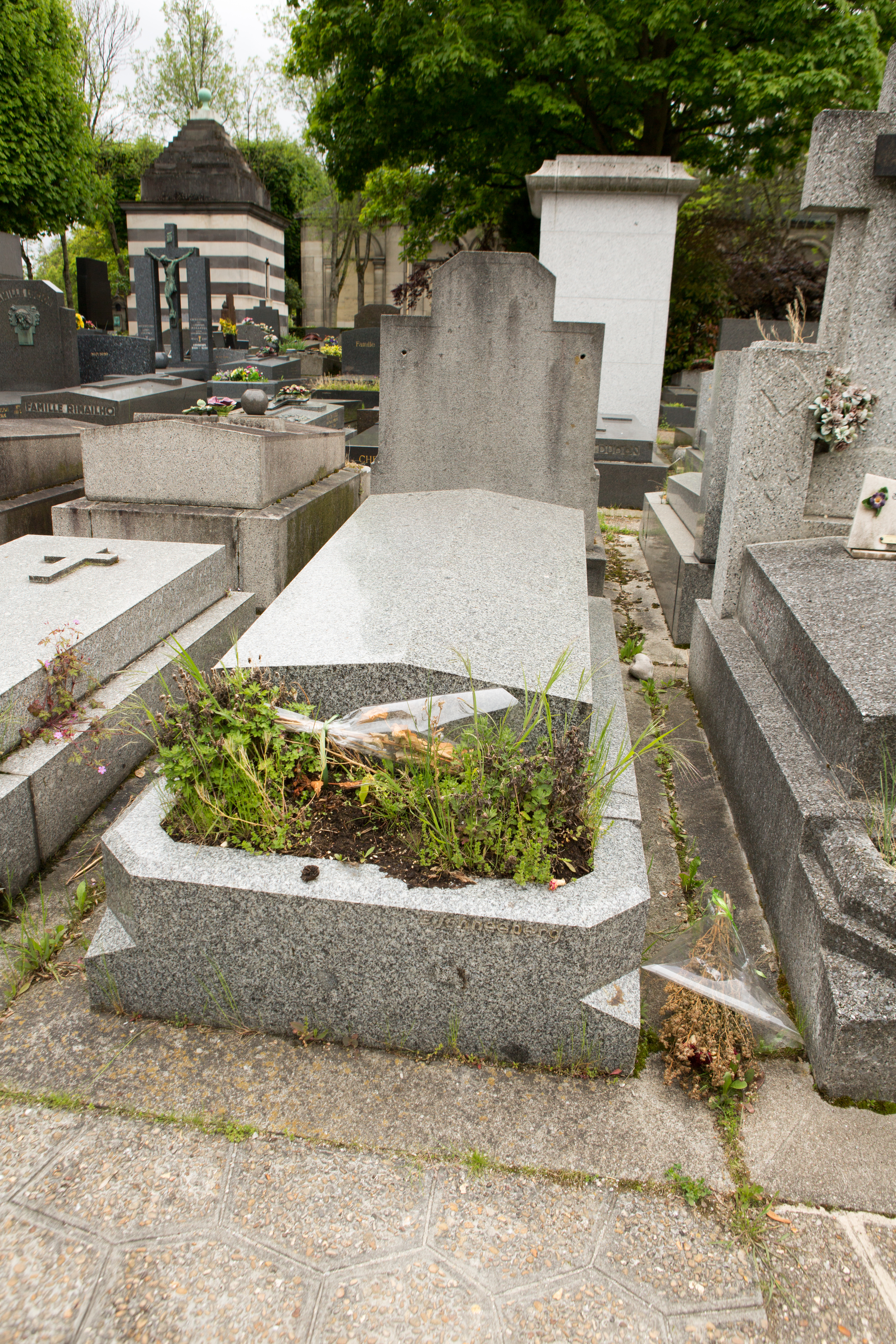
grób Negrina

Źródła utrzymania Negrina od połowy lat 1940. są niejasne; jego madryckie mieszkanie i inne pozostawione w Hiszpanii dobra zostały skonfiskowane. Jego dochody najprawdopodobniej pochodziły ze zgromadzonych wcześniej środków na rzecz wsparcia emigrantów; Negrín zachował wpływ na część kont, instytucji i firm kontrolowanych przez republikanów. Materialnie powodziło mu się nieźle; w latach 40. żył na dość wysokiej stopie, potem już nieco niższej. Starał się utrzymywać możliwie szerokie i w miarę poprawne kontakty, również ze swoimi politycznymi przeciwnikami, choć generalnie pozostawał w izolacji politycznej graniczącej z ostracyzmem; zarzucano mu bezcelowe przedłużanie wojny i służalczość wobec komunistów. W zasadzie nie prowadził działalności publicystycznej, choć zdarzało mu się wypowiadać dla prasy. Cierpiał na dolegliwości żołądkowe i sercowe; mieszkał razem z Felicianą López, ale prowadził korespondencję z żoną i dziećmi. Przed śmiercią upoważnił syna do przekazania dokumentacji, dotyczącej wysłanego do Moskwy złota i przechowywanej w jego prywatnym archiwum, do ambasady frankistowskiej Hiszpanii w Paryżu, najprawdopodobniej by ułatwić ew. odzyskanie aktywów przez Madryt. Zmarł z powodu ataku serca. W jego pogrzebie uczestniczył tylko syn i dwóch przyjaciół.

## Negrín w historiografii

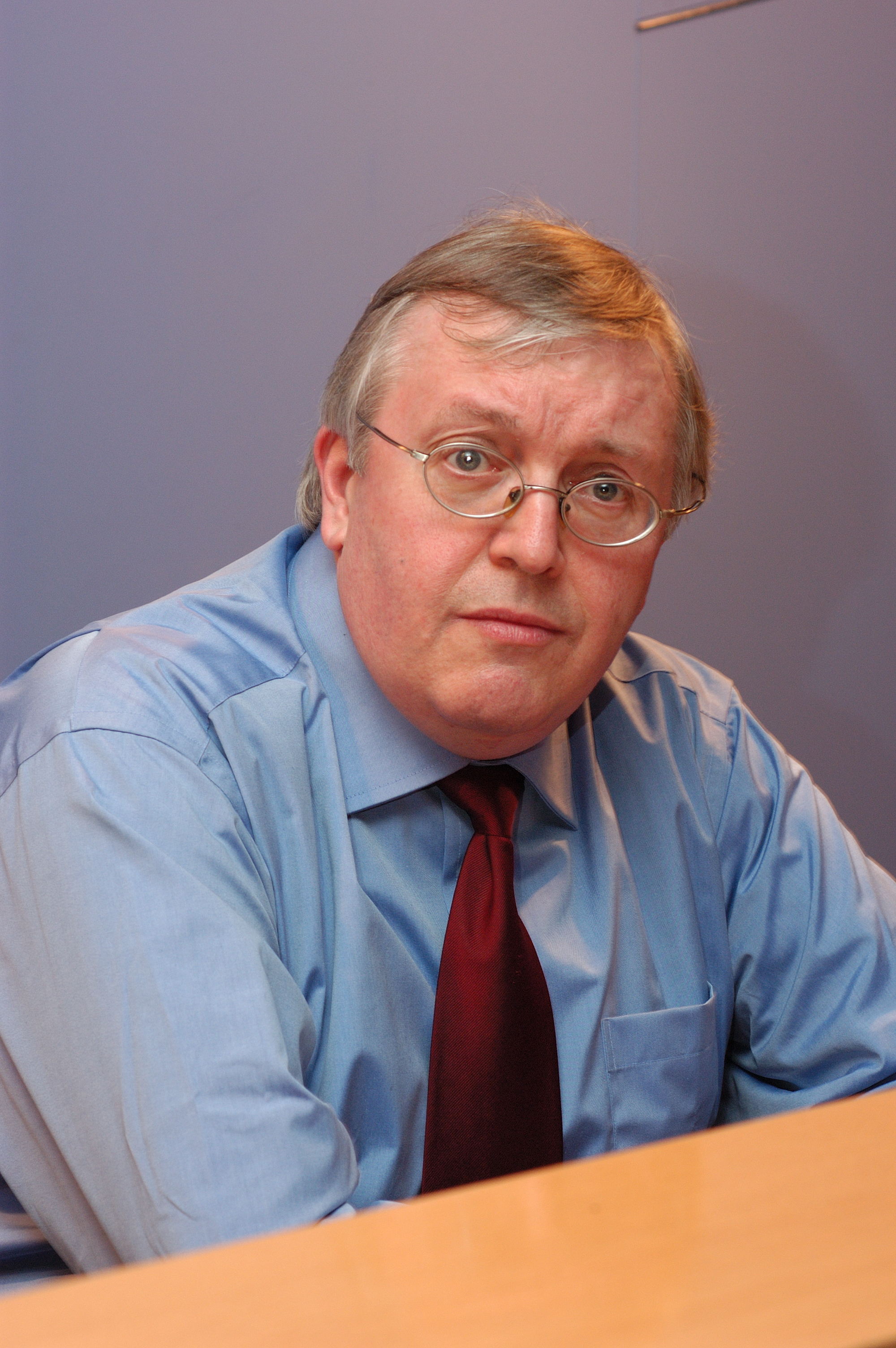
Paul Preston, jeden z apologetów Negrina

Negrín pozostaje jedną z najbardziej kontrowersyjnych postaci hiszpańskiej wojny domowej. Rzutując wstecz własne poglądy ideowe publicyści oraz politycy spierają się o jego ocenę, natomiast historycy mają trudności z wyjaśnieniem i interpretacją jego postawy; w tym kontekście mówi się o „zagadce Negrina” czy „enigmie doktora Negrina”. Problem dotyczy dwu kwestii: 1) motywów którymi kierował się Negrín optując za dalszą walką w sytuacji, gdy klęska Republiki wydawała się już przesądzona, oraz 2) charakteru jego relacji z komunistami. Ponieważ Negrín nie zostawił pamiętników ani obszernych relacji, proponowane opinie mają w znacznej części charakter spekulatywny.
Istnieją różne teorie dotyczące negrinowskiej strategii kontynuowania wojny. Jedna z najpopularniejszych głosi, że Negrín nie miał wątpliwości iż Republika stoi wobec Nacjonalistów na straconej pozycji, ale liczył na korzystny rozwój sytuacji międzynarodowej. W tym ujęciu Negrín miał jakoby przewidywać konflikt mocarstw zachodnich z Hitlerem; sądził, że gdy do niego dojdzie Francja i Wielka Brytania nie będą tolerować prohitlerowskiej frankistowskiej dywersji na własnych tyłach i zaangażują się militarnie w Hiszpanii po stronie upadającej Republiki. W tym ujęciu Negrinowi zabrakło czasu; gdyby przedłużył wojnę o pół roku, doczekałby wybuchu Drugiej Wojny Światowej. Według innej teorii wojenna propaganda Negrina była bluffem; przy jej pomocy zamierzał zmusić Franco – możliwie przy pomocy mocarstw zachodnich – do negocjacji pokojowych a de facto kapitulacyjnych, których celem byłby tylko gwarantowany przez Zachód brak krwawych represji wobec pokonanych. Jeszcze jedna interpretacja mówi, że Negrín aż do końca roku 1938 liczył na powstrzymanie postępów Nacjonalistów, a w okresie późniejszym prowadził wojnę jedynie, by umożliwić masową ewakuację zagrożonych i transfer środków wspierających przyszłych emigrantów; w tym ujęciu to zdrada Casado sprawiła, że plan ten legł w gruzach. Według zupełnie przeciwstawnej opinii Negrín przedłużał wojnę, bo tego wymagał interes ZSRR.

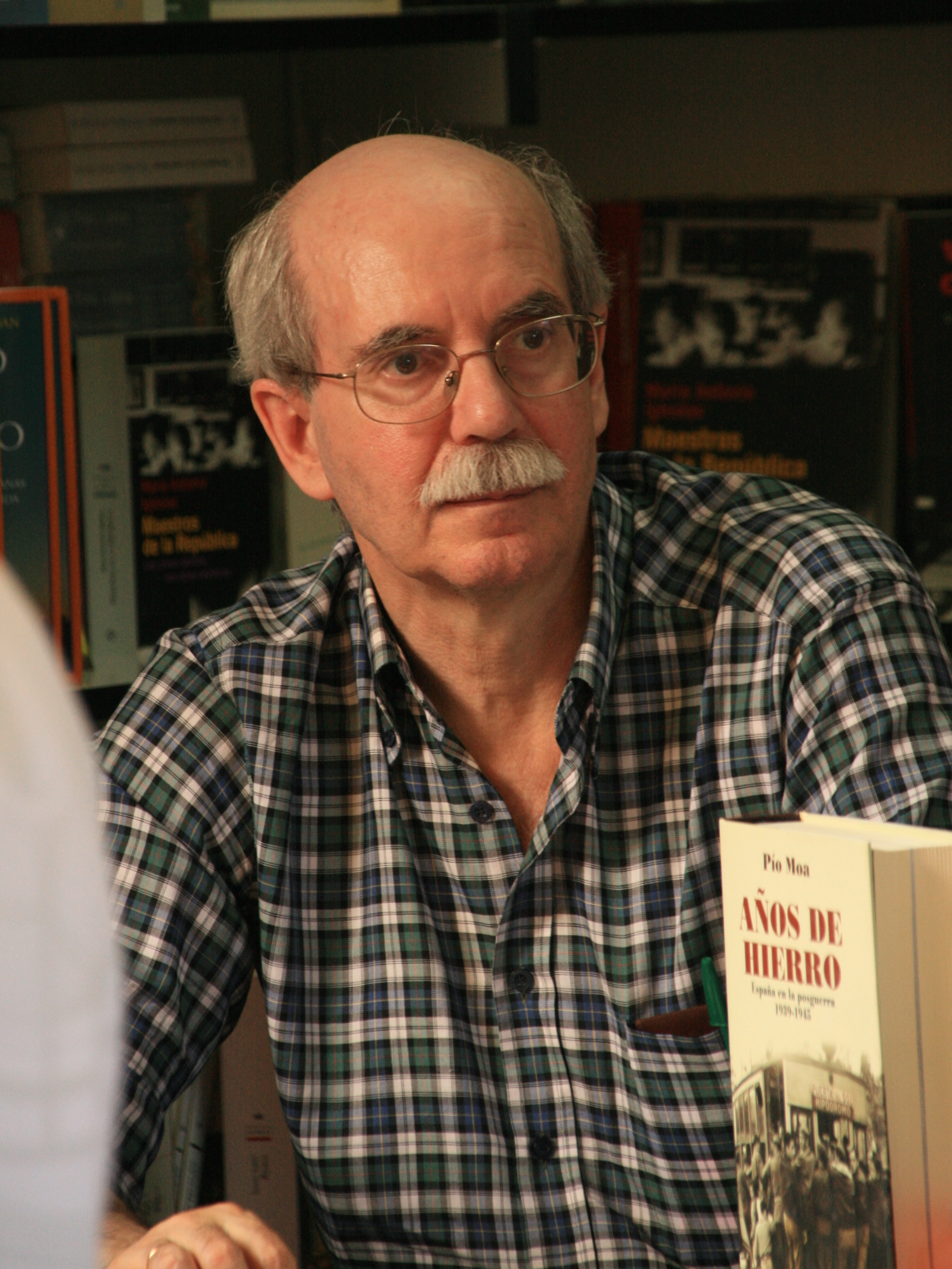
Pío Moa, jeden z krytyków Negrina

Kwestia stosunku Negrina do PCE, ZSRR i komunizmu generalnie również pozostaje przedmiotem kontrowersji. W drugiej połowie XX wieku dominowała teoria, że Negrín był kryptokomunistą, podobnie zresztą jak inni nominalnie socjalistyczni politycy Santiago Carillo, Alvarez del Vayo czy Margarita Nelken. Opinie takie spotyka się również dzisiaj: „do ostatniego momentu identyfikował się ciałem i duszą z komunistami” oraz „niewątpliwie był człowiekiem Stalina w Hiszpanii”. Według konkurencyjnej teorii Negrín był raczej typem bezideowego oportunisty o hedonistycznych skłonnościach maniakalnych; bieg wydarzeń dość niespodziewanie wyniósł go do władzy co wykorzystali komuniści, a on sam zaakceptował rolę ich marionetki tak długo, jak długo mógł folgować swoim intymnym upodobaniom. Wielu historyków uważa, że Negrín owszem był niechętnym wszelkim ideologiom pragmatykiem, i właśnie dlatego oparł się na komunistach jako najbardziej zdyscyplinowanej i zdeterminowanej formacji obozu republikańskiego. Zdaniem jednych do końca usiłował racjonalnie wykorzystać ten sojusz nigdy nie popadając w zależność, zdaniem innych popełnił szereg błędów politycznych, na skutek których zantagonizował obie frakcje własnej partii, republikanów, anarchistów, Basków i Katalończyków, z konieczności stając się zakładnikiem PCE i Stalina.

## Wątki charakterologiczne

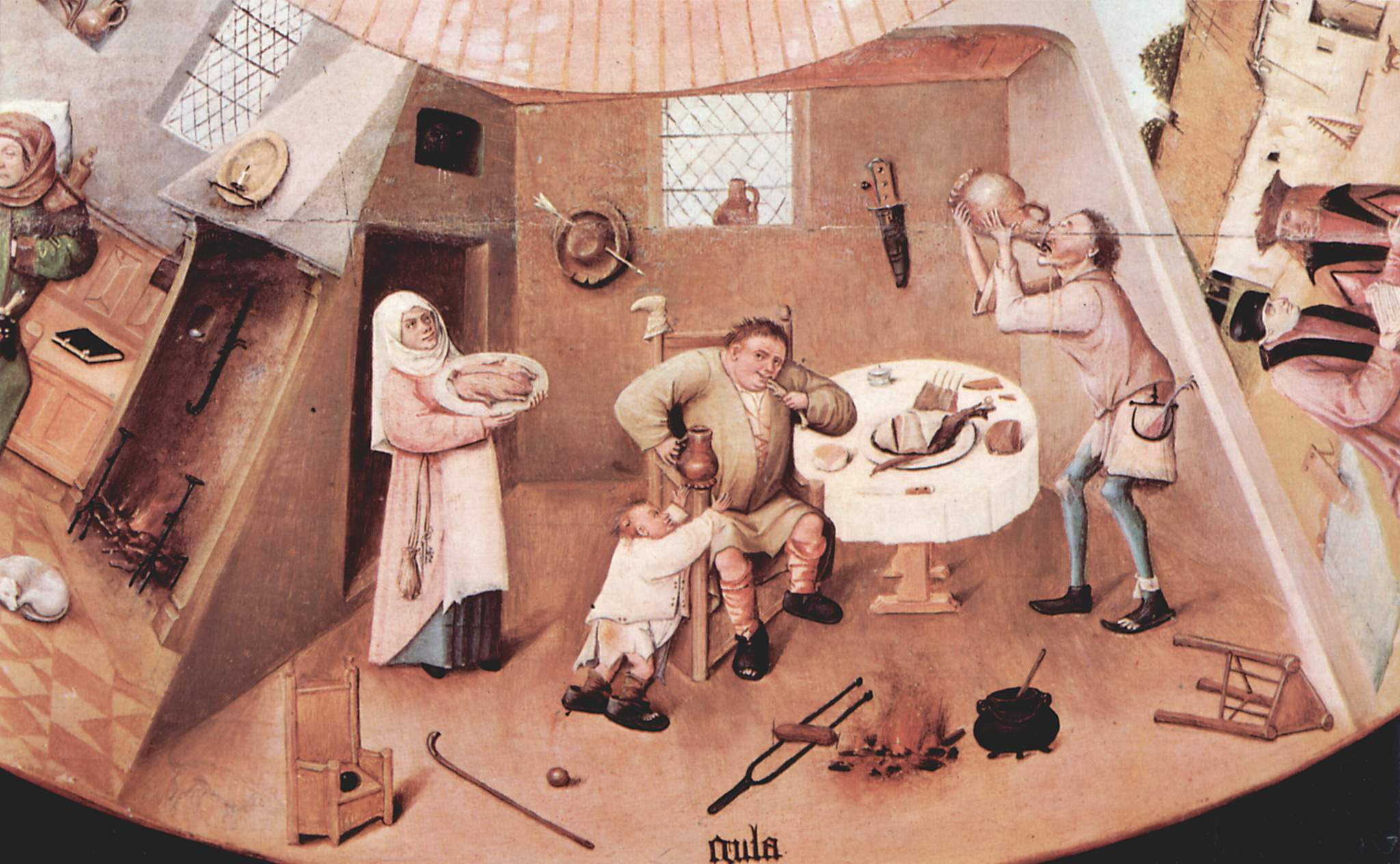
alegoria obżarstwa

Pod niektórymi względami Negrín pozostał typowym potomkiem tradycyjnej burżuazyjnej rodziny. Z rodzicami i rodzeństwem, choć całkowicie różnili się politycznie, utrzymywał regularne i dobre relacje; unikał tematów kontrowersyjnych, sam nie dawał się wyprowadzić z równowagi, szanował ich poglądy religijne. W kontaktach z obcymi na ogół przestrzegał obowiązujących konwencji towarzyskich i w relacjach z ludźmi pozostawał bardzo uprzejmy, nie pozwalając sobie na wybuchy agresji czy szyderstwa. Ubierał się nienagannie i miał skłonność do luksusu, której folgował zwłaszcza w latach 20. i wczesnym okresie republikańskim – jednak choć w okresie powojennym przeciwnicy zarzucali mu defraudacje, nigdy nie udowodniono Negrinowi nadużywania publicznych pieniędzy. W sensie charakterologicznym był przeciwieństwem innej czołowej postaci Republiki, prezydenta Azañi; ten ostatni był teoretykiem, skrupulantem, idealistą i człowiekiem refleksyjnym, podczas gdy Negrín reprezentował typ człowieka czynu, impulsywnego i niekoniecznie systematycznego praktyka.

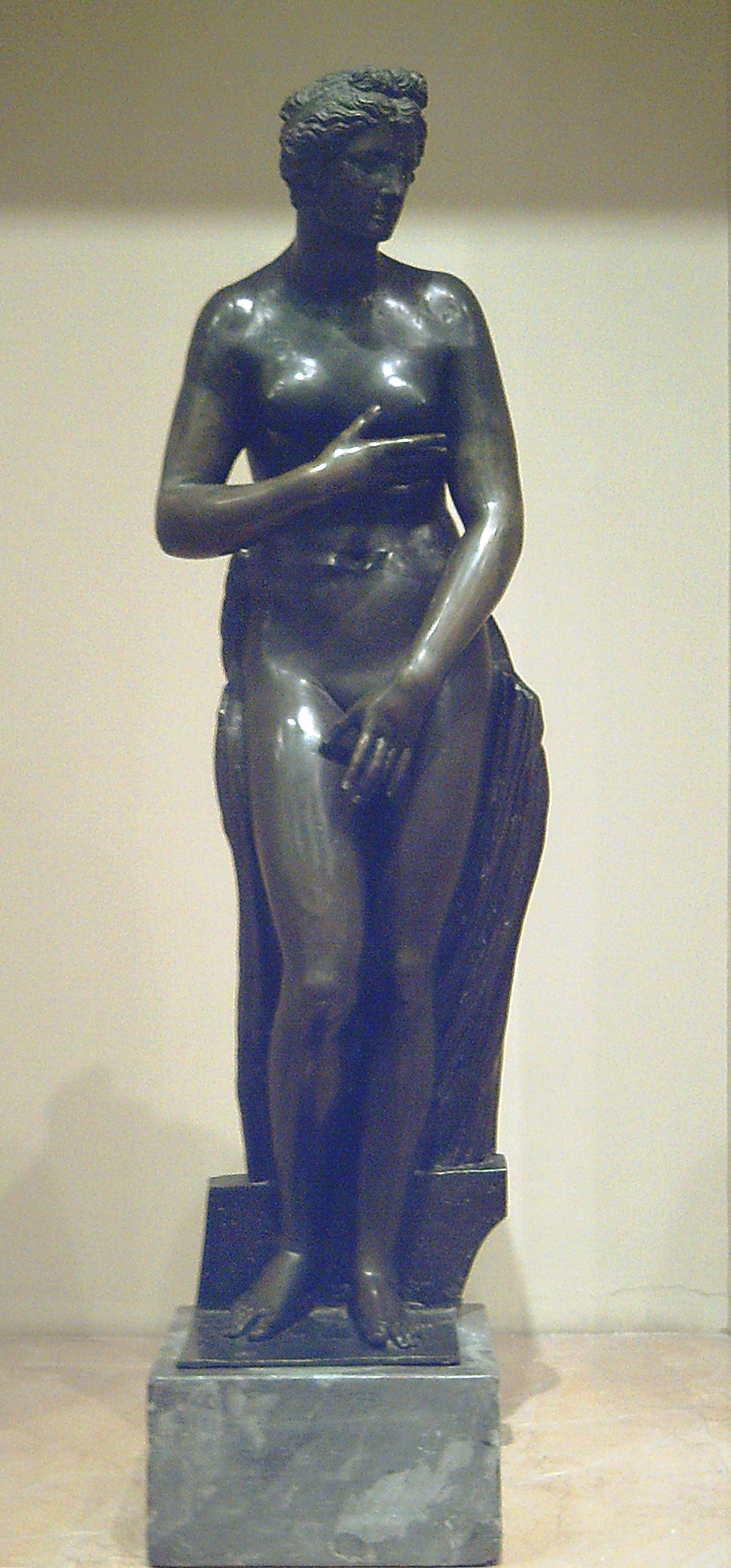
Venus, Prado

W wielu wspomnieniach o Negrinie, na ogół pisanych przez politycznych przeciwników premiera, pojawia się wątek jego skrajnego i orgiastycznego sybarytyzmu. Miał on przejawiać się w patologicznym obżarstwie, celebrowanym podczas dionizyjskich uczt, oraz skrajnym promiskuityzmie, przeradzającym się w orgie seksualne z wieloma kobietami, w tym prostytutkami. Negrin miał oddawać się tym praktykom również pełniąc urząd premiera, co podobno wpływało negatywnie na dyspozycyjność i organizację pracy, a jego osobiście czyniło podatnym na korupcję i szantaż, zwłaszcza że kobiet miały dostarczać mu państwowe służby. Niektórzy z poważnych historyków są skłonni uznać wiarygodność tych informacji i powtarzają je w swoich pracach, również spekulując na temat wykorzystywania intymnych skłonności premiera przez jego politycznych przeciwników i partnerów; inni autorzy raczej przemilczają podobne wątki. Brak jest jak dotąd jakiejkolwiek monografii na ten temat.
Niemal wszyscy historycy i pamiętnikarze są zgodni co do nadzwyczajnej energii Negrina. W wielu wspomnieniach przewija się wątek jego coraz to nowych inicjatyw, częstych kontaktów ze współpracownikami, wielkiej żywotności, dynamiki i na ogół optymizmu. Energiczny styl był jednym z jego atutów kiedy rozważano kandydaturę Negrina na premiera, dzięki pokładom entuzjazmu stał się potem w kręgach rządowych uosobieniem woli walki z Nacjonalistami. Dopiero po powrocie do Hiszpanii z Francji w lutym 1939 po raz pierwszy zanotowano, że jego energia zaczęła się wyczerpywać i wydawał się poddawać okresom depresji. Niektórzy komentatorzy rozpatrują energię Negrina w kontekście zaburzeń psychologicznych być może o charakterze maniakalnym. Twierdzą, że okresy wytężonej pracy sąsiadowały z dniami całkowitego braku dyscypliny, a jako urzędnik Negrin był poniekąd wzorem dezorganizacji, wywierając negatywny wpływ na otoczenie. Współcześni pisali wręcz o niezrównoważonym charakterze Negrina i jego chaotycznym, typowym dla bohemy stylu pracy. Inni uważają, że wręcz przeciwnie, niekiedy niekonwencjonalne metody pracy Negrina – jak np. załatwianie spraw służbowych w wannie – świadczą raczej o jego elastyczności i umiejętności radzenia sobie z presją.

## Negrín we współczesnej Hiszpanii

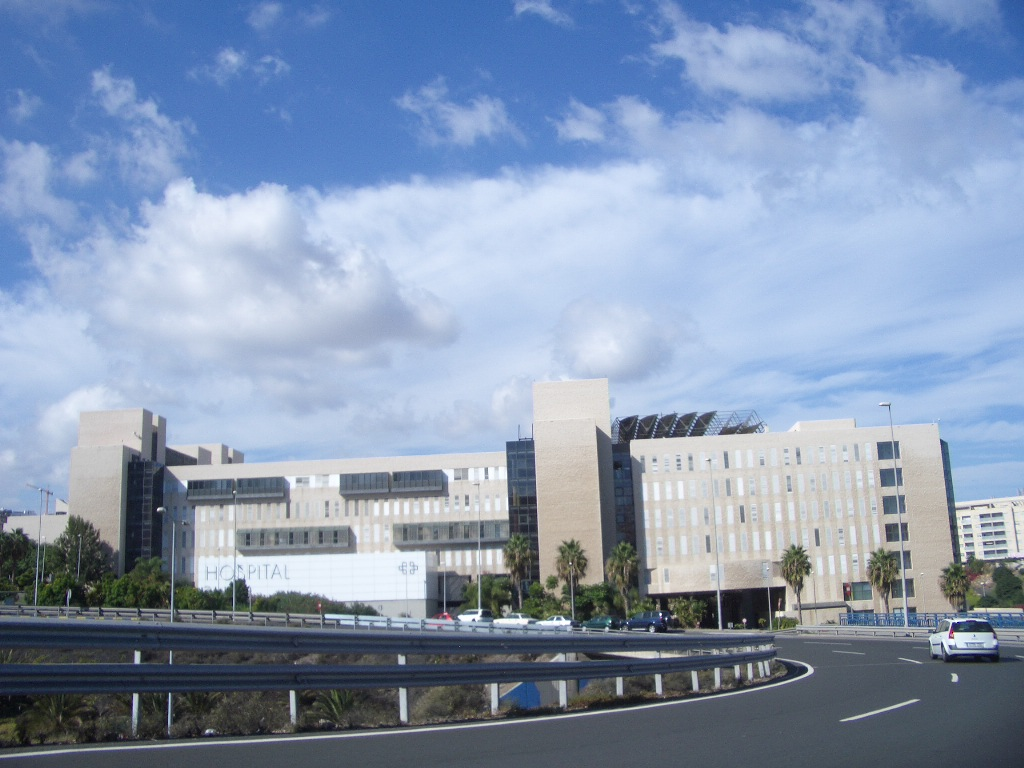
Hospital Doctor Negrín

Niezależnie od sporów historiograficznych, które zresztą w Hiszpanii ostatnich lat zdominowane są przez coraz bardziej pochlebne wobec Negrina opinie, jego pamięć funkcjonuje również w szerokiej debacie publicznej. Ona także nabiera coraz bardziej apologetycznego charakteru. W roku 2008 kongres krajowy PSOE przyjął uchwałę rehabilitująca Negrína i unieważniającą jego wcześniejsze o 63 lata wykluczenie z partii; stawiane wtedy zarzuty o realizowanie obcych interesów zostały uznane za nieuzasadnione.
Teoretycznie przyjęta w roku 2007 Ustawa o Pamięci Historii zakazuje „pochwały wojny domowej” i na jej mocy usunięto wiele tablic poświęconych politykom związanym z Nacjonalistami; w przypadku Negrina stosuje się interpretację zawężającą i traktuje upamiętnianie go w przestrzeni publicznej jako hołd oddany wartościom demokratycznym. Na szeregach budynków władze lokalne umieściły tablice, upamiętniające związane z Negrinem wydarzenia. W wielu miejscowościach place i ulice nazwano imieniem Negrína, lewicowe ugrupowania usiłują też uhonorować Negrina przemianowaniem kolejnych ulic, możliwie prestiżowych i możliwie najbardziej związanych dotąd z tradycją frankistowską. W Las Palmas na stosunkowo niewielkim placu ustawiono pomnik Negrina, na razie jedyny w Hiszpanii. W tym samym mieście oddany do użytku w roku 1999 wielki szpital uniwersytecki nazwano „Hospital Universitario de Gran Canaria Doctor Negrín”. Ponad 10 lat temu władze prowincjonalne i miejskie Las Palmas ogłosiły plan otworzenia muzeum i archiwum, poświęconego pamięci Negrina; na ten cel przeznaczono część dawnych terenów wojskowych, ale jak na razie projekt nie doczekał się realizacji.

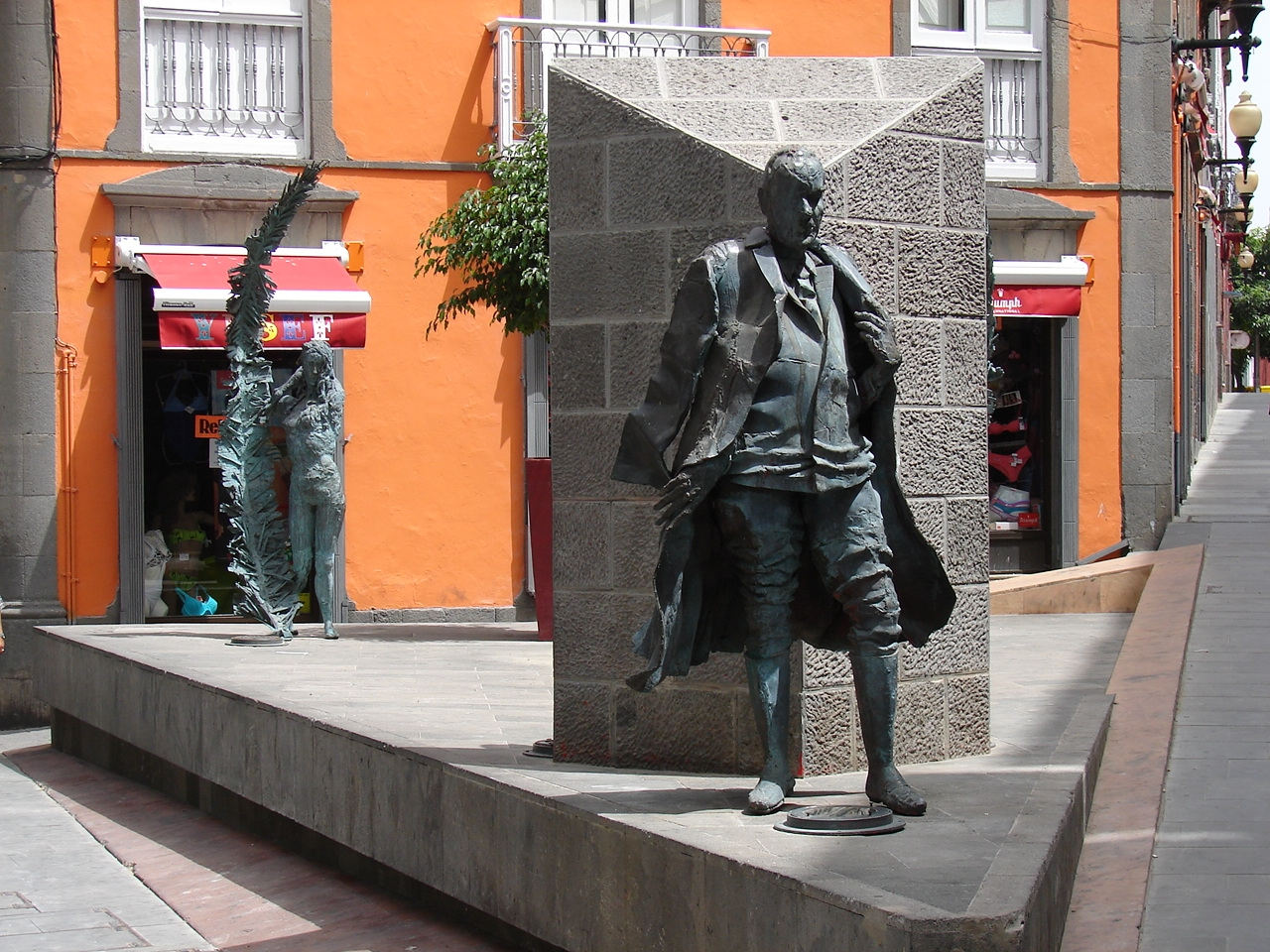
pomnik Negrina, Las Palmas de Gran Canaria

Rodzina Negrina stworzyła umiejscowioną w Las Palmas Fundację Juana Negrina; bardzo aktywna medialnie i dotowana przez struktury państwowe i lokalne, oprócz apologetyki dotyczącej swojego patrona zajmuje się ona również lewicową propagandą polityczną, silnie nasyconą antyfrankizmem i umiarkowanie związaną z ideologią republikańską. W Walencji powstała satelitarna Asociación de amigos de la Fundación Juan Negrín, a w Madrycie funkcjonuje Agrupación Ateneista Juan Negrín. Różne grupy kultywują pamięć Negrina w mediach społecznościowych. W roku 2010 przy wsparciu finansowym władz zrealizowano pełnometrażowy film dokumentalny Ciudadano Negrín, który w hagiograficznym tonie przedstawia dokonania byłego premiera; w kolejnym roku zdobył on branżową nagrodę Premio Goya. Po dekadach marginalizacji, Negrín wszedł na trwałe do panteonu bohaterów hiszpańskiej lewicy, a jej perspektywa historyczna dominuje obecnie w Hiszpanii. Sporadycznie pojawiające się uwagi krytyczne dotyczące Negrina wywołują ataki na ich autorów. Kiedy wydawany przez Królewską Akademię Historii Diccionarió Biográfico de España określił go jako dyktatora, w reakcji postępowa prasa zaczęła wyliczać, ile publicznych pieniędzy zmarnotrawiono na podobne dzieła, określając tekst jako „frankistowską wersję najnowszej historii Hiszpanii”.